# Limonium brasiliense
Limonium brasiliense es una especie de planta ornamental en la familia Plumbaginaceae. Es endémica del sur de Sudamérica. Su hábitat natural son humedales y marismas. 

## Propiedades
Raíz muy rica en tanino, resinas, aceites esenciales, pectinas, colorantes, alcaloide baicurina, 

## Taxonomía
Limonium brasiliense fue descrita por (Boiss.) Kuntze y publicado en Revisio Generum Plantarum 2: 395. 1891.
Etimología
Limonium: nombre genérico que procede del griego leimon, que significa "pradera húmeda", aludiendo al hábitat de muchas de las especies del género.
brasiliense: epíteto geográfico que se refiere a su localización en Brasil.
Sinonimia
- Limonium brasiliense var. patagonicum (Speg.) Burkart
- Statice brasiliense Boiss. basónimo
- Statice brasiliense var. antarctica Boiss.
- Statice brasiliense var. uruguayensis (Arechav.)
- Statice patagonica Speg.
- Statice uruguayensis Arechav.[3]